# Cian Healy
Cian Eoin James Healy (7. října 1987, Dublin) je irský ragbista, který hraje na pozici pilíře za irský klub Leinster. Je hráčem, co si připsal nejvíce zápasů v Evropském poháru mistrů při svém 111.zápasu a za irskou reprezentaci, když ve svém 134. reprezentačním utkání překonal Briana O’Driscolla.
Na klubové úrovni začal hrát za Leinster od sezony 2006/2007. V září 2024 odehrál za Leinster rekordní 281. zápas. S klubem se stal sedmkrát vítězem United Rugby Championship (2008, 2013, 2014, 2018-2021) a čtyřikrát vítězem Evropského poháru mistrů (2009, 2011, 2012, 2018). S Irskem vyhrál pětkrát Six Nations (2014, 2015, 2018, 2023, 2024). Byl součástí Britských a Irských lvů v roce 2013.